# Tomás Lobo
Tomás Lobo (San Miguel de Tucumán, 1795 - Tacanitas, Provincia de Tucumán,  21 de octubre de 1853) fue un militar argentino, que actuó durante varias décadas en las guerras civiles argentinas que ocurrieron en el noroeste de ese país.

## Biografía
Se cree que se enroló en el Ejército del Norte para la Batalla de Tucumán y participó en las Expediciones Auxiliadoras al Alto Perú como soldado.
Llegó a ser oficial a raíz de la revolución de 1819 que llevó a Bernabé Aráoz a la gobernación tucumana. Participó en las luchas civiles de los años siguientes, y tras seguir al gobernador Aráoz se unió a las fuerzas de su sucesor, Javier López. Incorporado al ejército de Lamadrid cuando éste derrocó a López, participó en las batallas de El Tala y Rincón de Valladares enfrentando a Facundo Quiroga.
En 1829 era teniente coronel y formaba parte de la división que –bajo el mando de Javier López– se incorporó al ejército de la Liga del Interior comandado por el general Paz. Combatió en las batallas de La Tablada y Oncativo. Posteriormente participó en la invasión de Santiago del Estero a órdenes de Román Deheza. Al producirse la evacuación de Santiago del Estero por los unitarios, formó parte de las fuerzas tucumanas que Javier López licenció poco antes de la Batalla de La Ciudadela.
Controlada la provincia por los federales, Lobo permaneció a órdenes del nuevo caudillo, Alejandro Heredia. A órdenes de su hermano Felipe Heredia participó en la Guerra contra la Confederación Perú-Boliviana
Participó en la planificación del asesinato de Alejandro Heredia a fines de 1838; no obstante, el gobierno que sucedió a éste – de inspiración unitaria – no le dio mando de tropas y lo consideró sospechoso de opositor. De modo que se exilió en Bolivia, donde prestó servicios militares ocasionales. 
En 1845 acompañó al coronel Crisóstomo Álvarez en su fracasado intento de invasión a Tucumán, que fue detenido a poco de ingresar en Jujuy.
Regresó a Tucumán pocos años más tarde, y se puso a órdenes del gobernador federal tucumano Celedonio Gutiérrez, que lo reconoció en su grado de coronel y le dio mando de tropas. A principios de 1852 participó en la lucha contra el propio Crisóstomo Álvarez desde Bolivia.
Poco después llegaba la noticia de la Batalla de Caseros, que cambió la situación política en todo el país. Gutiérrez fue uno de los gobernadores que logró mantener el control de su provincia, pero fue derrocado en el mes de junio, mientras estaba en San Nicolás de los Arroyos, participando del Acuerdo de San Nicolás que daría origen a la Constitución Argentina de 1853. Lobo fue uno de los jefes más destacados que sostuvieron su lealtad a Gutiérrez, por lo que fue expulsado de la provincia.
Refugiado junto con Gutiérrez en la provincia de Catamarca, regresó como segundo jefe del ejército de éste, con el que recuperaron el gobierno de la provincia en enero de 1853. Fue subcomandante de Gutiérrez en los combates de Arroyo del Rey, del mes de febrero, y de Río Hondo, en que los federales derrotaron a las fuerzas del gobernador santiagueño Manuel Taboada, que intentaba volver a expulsar a Gutiérrez.
Gutiérrez avanzó hacia la Ciudad de Santiago del Estero y la ocupó. Pero el general Anselmo Rojo, de las fuerzas de Taboada, invadió a sus espaldas la provincia de Tucumán. A su encuentro salió el coronel Lobo, que fue derrotado en la Batalla de Tacanitas y murió en combate.